# Ilybius pseudoneglectus
Ilybius pseudoneglectus is een keversoort uit de familie waterroofkevers (Dytiscidae). De wetenschappelijke naam van de soort is voor het eerst geldig gepubliceerd in 1972 door Franciscolo.